# Lac Mitis
Le lac Mitis est situé sur le territoire non organisé de Lac-à-la-Croix dans la région administrative du Bas-Saint-Laurent au Québec, Canada. Ce territoire non organisé fait partie de la municipalité régionale de comté de La Mitis.

## Hydrographie
L'origine du lac Mitis remonte à la construction par la compagnie Price en 1924 de deux barrages hydro-électriques sur la rivière Mitis ce qui a eu comme conséquence de faire monter le niveau d'eau derrière les barrages jusqu'au point où le réseau des lacs originels situés en amont, les lacs Inférieur, À la croix et Supérieur, ne forment plus « qu’un seul grand lac, le lac Métis ».   
La rivière Mitis, aménagée pour la conservation et la pêche au saumons de l'Atlantique, prend sa source dans le lac Mitis et coule ensuite vers le nord sur une distance d'environ 74 km avant de rejoindre le fleuve Saint-Laurent.